# Aleksiej Olejnik
Aleksiej Aleksiejewicz Olejnik (ros. Алексей Алексеевич Олейник; ukr. Олексій Олексійович Олійник, Ołeksij Ołeksijowycz Olijnyk; ur. 25 czerwca 1977 w Charkowie) – rosyjski zawodnik mieszanych sztuk walki oraz sambo ukraińskiego pochodzenia.

## Życiorys
Olejnik jest utytułowanym zawodnikiem sambo m.in. mistrzem świata z 2005 roku, mistrzem euro-azjatyckich mistrzostw z 2001 oraz wielokrotnym medalistą krajowych zawodów. Od 2011 trenuje w klubie K-Dojo Warrior Tribe oraz własnym w którym jest głównym trenerem – Team Oplot. W 2011 roku wygrywał zawody grapplerskie w USA w kategorii open.

## Kariera MMA
Olejnik zawodowo zadebiutował w MMA (wtedy nazywane Vale Tudo lub po prostu walki bez reguł) w 1997 roku w popularnych w tamtym czasie turniejach na których się toczyło nierzadko nawet cztery walki jednego wieczoru. W swoim pierwszym turnieju i zarazem pierwszych walkach pokonał rywala, jednak w półfinale przegrał przed czasem. Niecały rok później wystąpił w kolejnych zawodach w Charkowie, które ostatecznie wygrał zwyciężając swoich rywali przed czasem. Po ok. 2 latach wrócił na ring wygrywając turniej w Kijowie i ponownie postanowił zrobić przerwę w startach MMA – głównie z powodu większego nacisku na zawody w sambo bojowym. W 2004 roku wznowił starty w MMA przystępując do bardzo wymagającego turnieju M-1 Global Grand Prix wagi średniej głównie z powodu tego, iż by sięgnąć po tytuł mistrza trzeba było stoczyć aż sześć pojedynków (3 eliminacyjne i 3 finałowe). Olejnik bez większych problemów przebrnął przez turniej eliminacyjny poddając wszystkich trzech rywali w 1. rundach. W pierwszej finałowej walce wypunktował Amerykanina Marcelo Alfaya, natomiast w drugiej uległ brazylijskiemu grapplerowi Flavio Luizowi Mourze przez duszenie, tracąc przy tym przytomność.
W 2006 roku zwyciężył w turnieju organizowanym przez federację Pankrationu pokonując m.in. Magomieda Sułtanachmiedowa. W grudniu tego samego roku przegrał z Chaelem Sonnenem na gali BodogFIGHT w Kolumbii Brytyjskiej. 10 listopada 2007 wystartował w sześcioosobowym turnieju KSW, który wygrał poddając wszystkich swoich rywali duszeniem m.in. Krzysztofa Kułaka i Karola Bedorfa. Do końca roku wygrał jeszcze dwa turnieje na terenie Rosji. 8 maja 2008 stoczył jeszcze jedną walkę na ringu KSW, pokonując na punkty Daniela Dowdę. 2008 rok to również kolejny sukces Olejnika – zwyciężył w ProFC Grand Prix pokonując m.in. Magomiedbaga „Baga” Agajewa.
Pod koniec 2009 roku wziął udział w turnieju organizowanym przez rosyjski Związek Weteranów Sportu. Sam turniej był mocno obsadzony, brali w nim udział m.in. Aleksandr Szlemienko, Szamil Abdurachimow, Thiago Santos oraz Michał Kita – z tym ostatnim Olejnik przegrał w finale przez ciężkie TKO. W 2010 podpisał kontrakt z Amerykańskim Bellatorem na udział w turnieju wagi ciężkiej. W ćwierćfinale który miał miejsce 26 sierpnia wypunktował Amerykanina Mike’a Hayesa
 lecz w półfinale uległ przez TKO Anglikowi urodzonemu w RPA Neilowi Grove. Między 2011, a 2012 przegrał dwie walki jedną przez ciężki nokaut z rąk Magomieda Malikowa, drugą na punkty z weteranem światowych ringów i klatek Jeffem Monsonem.
W 2012 założył swój klub w Charkowie o nazwie Team Oplot, a jeszcze w tym samym roku wystartowała seria gal insygnowana nazwą klubu – Oplot Challenge w których brał czynny udział wygrywając wszystkie sześć stoczonych pojedynków, pokonując mistrza w dwóch kategoriach wagowych King of The Cage Tony’ego Lopeza czy w rewanżowym starciu kompletnie rozbijając w stójce Jeffa Monsona. 16 października 2013 na jubileuszowej 50 gali ProFC poddał Holendra Diona Staringa duszeniem rękoma, a niecały miesiąc później na prestiżowej gali Legend Fight Show w zastępstwie za Aleksandra Jemieljanienkę (który został zatrzymany na kilka dni przed galą przez policję za atak na klienta w restauracji pod wpływem alkoholu) zmierzył się ze zwycięzca PRIDE GP i K-1 World GP Chorwatem Mirko Filipoviciem, którego bez większych problemów zdominował zapaśniczo i poddał firmową dźwignią na kark. Pod koniec listopada poinformował o podpisaniu kontraktu z największą na świecie organizacją mieszanych sztuk walki  – UFC.
W 2014 roku stoczył dwa zwycięskie pojedynki w UFC nokautując m.in. Jareda Rosholta i otrzymując za to bonus finansowy 50 tys. $ w ramach „występu wieczoru”.
26 maja 2023 w walce wieczoru gali REN TV Fight Club w Moskwie został znokautowany ciosem prawym sierpowym w pierwszej rundzie przez byłego brytyjskiego strongmana, Oli Thompsona. Do rewanżu zawodników dojdzie 15 grudnia tego samego roku podczas gali RCC 17 w Jekaterynburgu.

## Osiągnięcia

### Mieszane sztuki walki
- 1999: InterPride – 1. miejsce
- 2001: Land of Peresvit – 1. miejsce
- 2004: M-1 Global Middleweight Grand Prix – 2. miejsce
- 2006: Pankration Cup – 1. miejsce
- 2007: Konfrontacja Sztuk Walki 8 – 1. miejsce wagi ciężkiej
- 2007: Permska Federacja MMA – 1. miejsce
- 2007: Turniej MMA w Jarosławiu – 1. miejsce
- 2008: YAMMA Pit Fighting – półfinalista turnieju wagi ciężkiej
- 2008: ProFC – Puchar Prezydenta – 1. miejsce
- 2009: Puchar Związku Weteranów Sportu – 2. miejsce
- 2010: Bellator FC – półfinalista turnieju wagi ciężkiej
- 2012: mistrz World Cup of Mixed Martial Arts (WCMMA) w wadze ciężkiej
- 2013: mistrz Legend FC w wadze ciężkiej

### Sambo bojowe
- Mistrzostwa Moskwy w sambo bojowym – 5-krotny zwycięzca zawodów
- 2001: Mistrzostwa Euroazjatyckie w sambo bojowym – 1. miejsce
- 2003: Mistrzostwa Rosji w sambo bojowym – 1. miejsce
- 2004: Mistrzostwa Rosji w sambo bojowym – 1. miejsce
- 2005: Mistrzostwa Świata w sambo bojowym – 1. miejsce
- 2010: XV Mistrzostwa Świata w sambo bojowym – 1. miejsce w kat. +90 kg[7]

### Grappling
- 2011: Grapplers Quest Beast of the East – 1. miejsce w kat. superciężkiej, no gi
- 2011: Eddie Alvarez Grappling Tournament – 1. miejsce w kat. ciężkiej

## Życie prywatne
Jest żonaty i ma pięcioro dzieci. Wraz z rodziną przeniósł się na Florydę w grudniu 2016 r. Jego najstarsza córka, Polina była świadkiem masowej strzelaniny w jej szkole.
Jest naturalizowanym obywatelem Rosji. Wyraził poparcie dla Rosji po jej militarnej ataku na Ukrainie w 2014 roku. Nosił koszulę z twarzą Putina i w rezultacie odmówiono mu wjazdu na Ukrainę.